# کوجو کسه آلفونس
کوجو کسه آلفونس (انگلیسی: Kódjo Kassé Alphonse؛ زادهٔ ۲۸ مهٔ ۱۹۹۳) بازیکن فوتبال اهل ساحل عاج است.
از باشگاه‌هایی که در آن بازی کرده‌است می‌توان به ژیل ویسنته اشاره کرد.